# Wesley Building
El Wesley Building, también conocido como Robert Morris Hotel, es un edificio histórico de oficinas y hotel ubicado en 1701-09 Arch Street en la esquina de N. 17th Street en el vecindario Logan Square de Filadelfia, Pensilvania. La sección original de 6 pisos se construyó en 1914–15, con una adición de 8 pisos en 1921-22; la cornisa del edificio original todavía se puede ver sobre el sexto piso.
El edificio fue encargado por la Junta de Misiones Domésticas de la Iglesia Metodista Unida como oficinas y hotel para la Iglesia Metodista. Fue diseñado por Ballinger & Perot en el estilo neogótico y presenta intrincados detalles de terracota. Ubicada directamente al otro lado de Arch Street desde el Comcast Center de 58 pisos, el edificio más alto de Pensilvania, la estructura ahora centenaria se convirtió en 2012 en un edificio de apartamentos de alquiler de 111 unidades llamado "The Arch Luxury Apartments".
Se agregó al Registro Nacional de Lugares Históricos en 1984.

## Galería

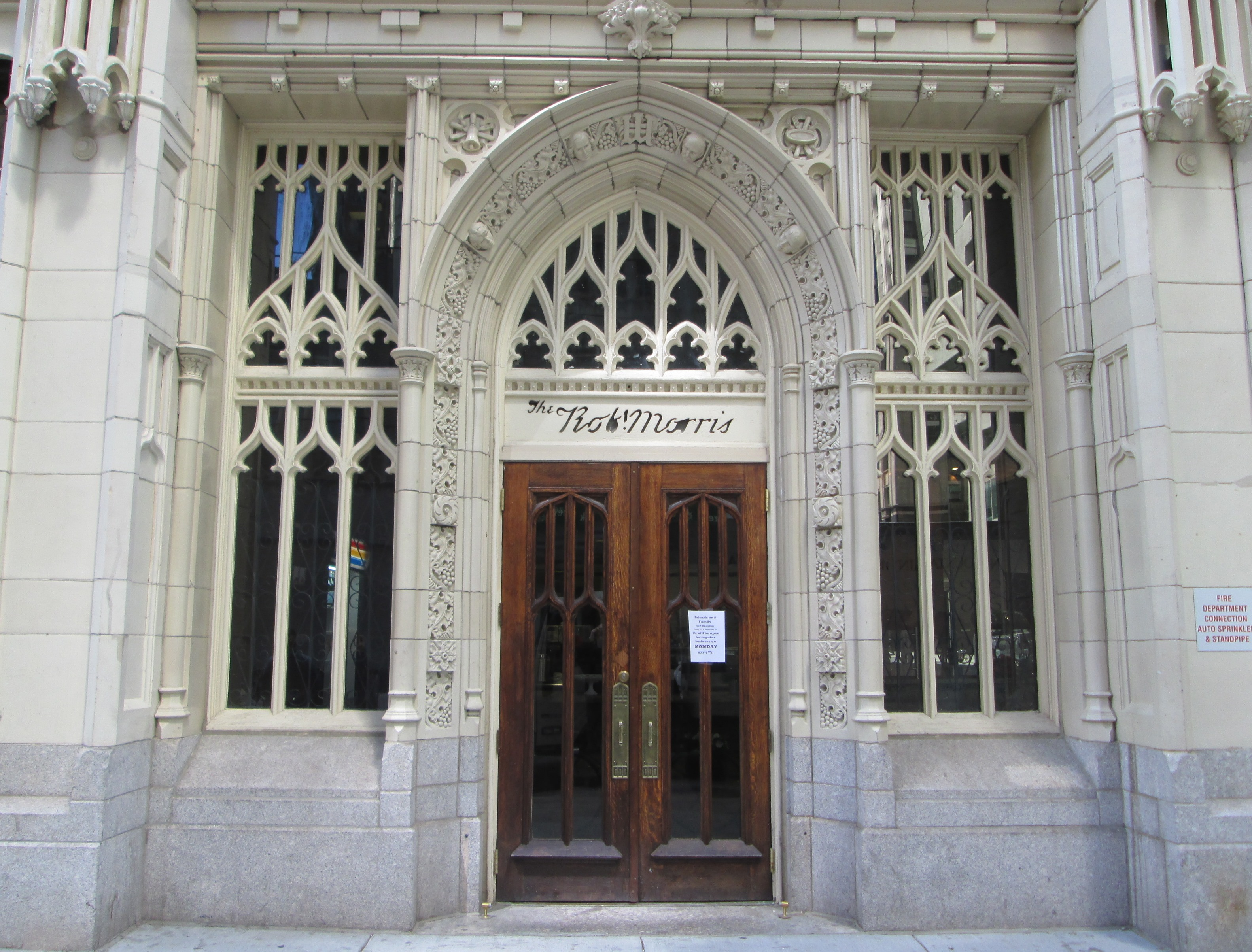
Entrada de Arch Street
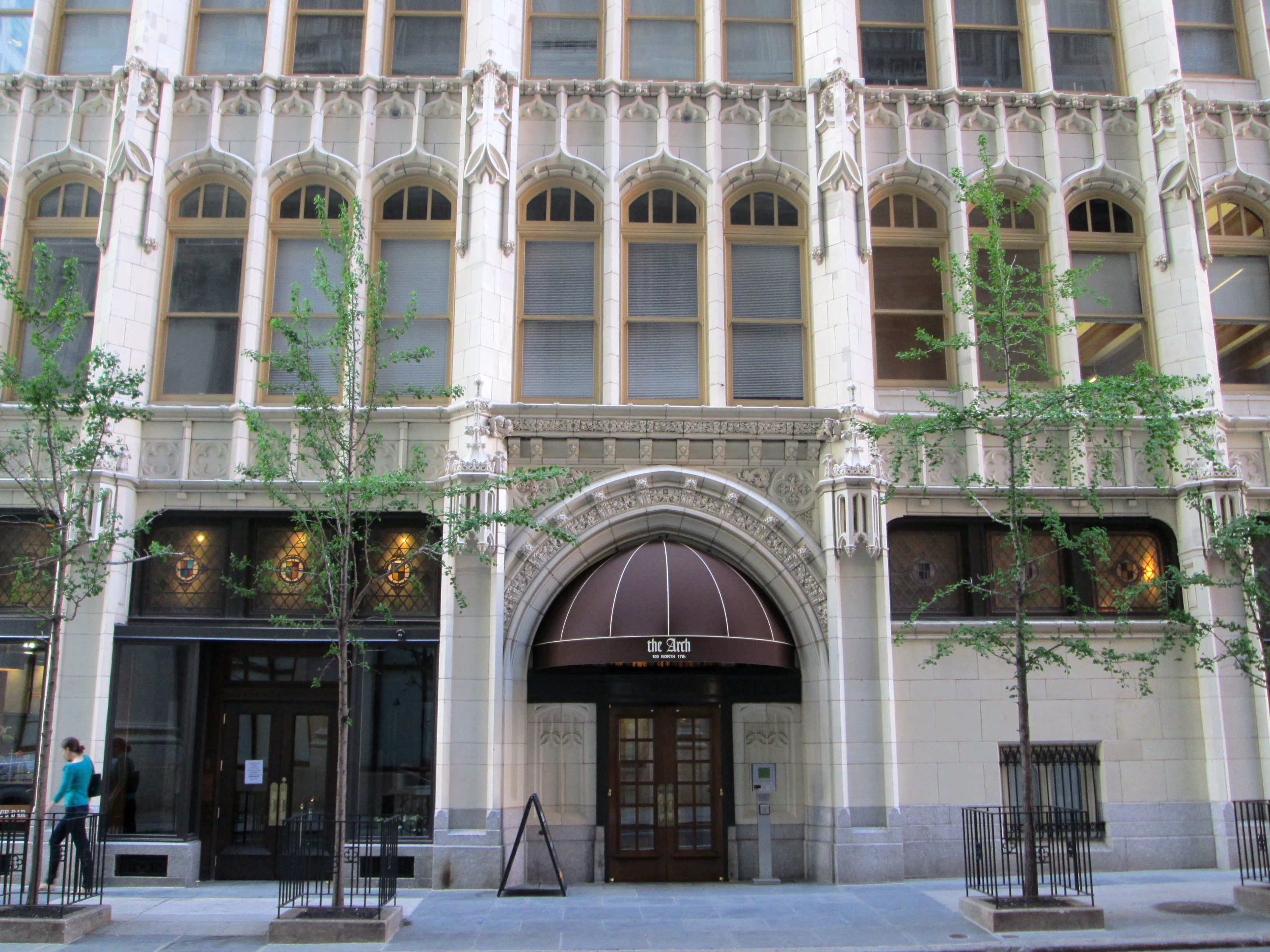
Fachada de la Calle 17